# Actebia opisoleuca
Actebia opisoleuca là một loài bướm đêm thuộc họ Noctuidae. Chúng thường được tìm thấy ở Thổ Nhĩ Kỳ.